# Quincy Township (Pennsylvanie)
Quincy Township est un township situé au sud-est du comté de Franklin, en Pennsylvanie, aux États-Unis,. En 2010, il comptait une population de 5 541 habitants.

## Démographie
Lors du recensement de 2010, le township comptait une population de 5 541 habitants. Elle est estimée, en 2018, à 5 471 habitants.